# Niederbösa
Niederbösa (letteralmente "Bösa di sotto", in contrapposizione alla vicina Oberbösa – "Bösa di sopra") è un comune di 139 abitanti della Turingia, in Germania.
Appartiene al circondario del Kyffhäuser (targa KYF) ed è parte della comunità amministrativa (Verwaltungsgemeinschaft) di Greußen.